# 方济各会圣心教堂
方济各会圣心教堂又名耶稣圣心堂，始建于1922年，坐落在当时的天津意租界伊曼纽尔三世路（Corso Vittorio Emanuele），又称意租界大马路（今河北区建国道73号），在当时隶属于天主教意大利方济各会。与圣心医院（原称意大利医院）和修女院形成欧式教会建筑群。目前为一般保护等级历史风貌建筑和天津市文物保护单位。曾为天津市第一医院住院部，现为空置状态。

## 历史
圣心医院由意大利建筑师罗菲诺尼（Daniele Ruffinoni）、军医尼古拉·迪·汝拉和神甫拉涅弟（Leanetti）合作设计、建造，由“国家援助传教士协会”支持建立，方济各会传教士管理，经费由意大利慈善家协助筹集。1914年，圣心教堂、圣心医院开工建设。1922年12月21日，圣心教堂、圣心医院竣工。中华人民共和国成立后，1952年，意籍修女离境，天津市立第一医院成立将圣心医院合并。2008年，圣心堂因修建天津地铁二号线建国道站面临拆迁，后据文物保护法得以保留并被确定为第五批天津市历史风貌建筑。2010年5月27日，天津地铁二号线建国道站进入主体施工阶段，修建好的建国道站距圣心教堂6.1米。

### 仁慈堂护堂事件
2009年，天津教区位于海河岸边的仁慈堂面临拆迁，但拆迁方提供的补偿方案提供的土地面积600平方米只占原教产面积1400平方米的不到一半，由于天津地铁公司曾有拆除圣心堂的计划，因此称将把余下的面积捆绑入圣心堂异地置换的面积中去。但由于圣心堂得以挽救，原仁慈堂剩余的置换土地至今没有落实。

## 建筑特点
方济各会圣心教堂建于1922年，占地面积1200平方米，为二层砖木结构建筑，中部屋顶为第三层，为意大利文艺复兴后期教堂建筑风格。东西北三面突出成三角形山墙并设拱窗，北侧山墙上方立有十字架现已被拆除。大堂位于建筑中央，顶端隆起八角形攒尖屋顶，各墙面上都开有圆形窗，窗间做壁柱装饰。整座建筑用红砖砌筑，屋顶覆盖红瓦，檐部、线脚、窗套等用白石砌成。圣心医院为新文艺复兴风格，材料用选用取自北京的花岗岩和大理石及砖块，成立之初设有40个床位，8个专门科室，是天津第一个现代化医院。